# Chantilly (Oise)
Chantilly é uma comuna francesa. Fica localizada a norte de Paris e sua população em 1999 era de 12.300 habitantes.

## Administração
Chantilly faz parte do arrondissement de Senlis, no departamento do Oise na região de Altos da França.

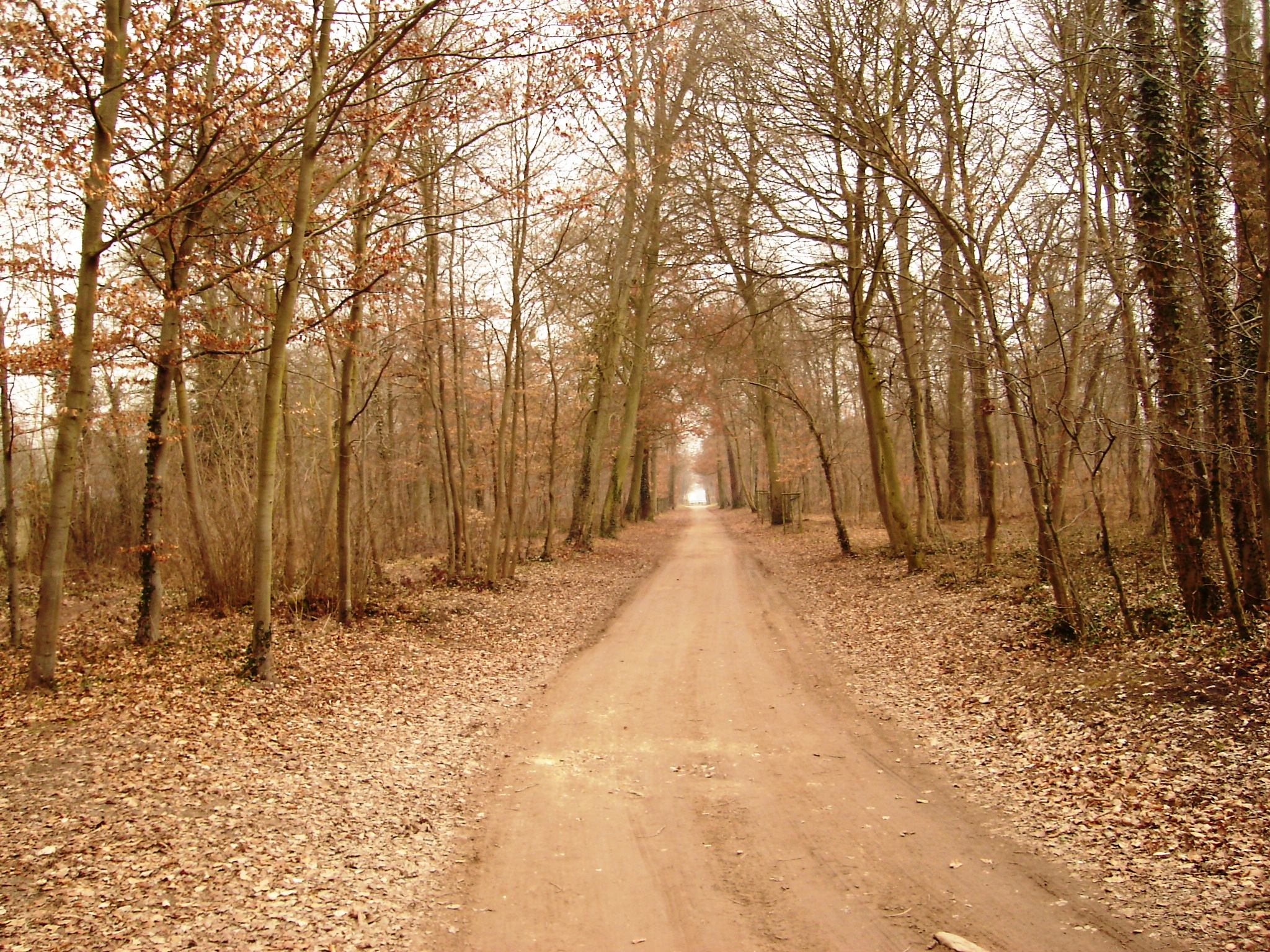
Floresta de Chantilly no inverno de 2006

## Economia
A cidade produz porcelanas e vive do turismo (Castelo de Chantilly e cavernas).

## Lugares de interesse turístico
Chantilly é uma cidade pequena. Todo o perímetro da cidade está a alguns minutos de caminhada.
Apesar de pequena, a cidade possui uma excelente estrutura turística. É de fácil acesso por estradas e por trem. Uma linha de trem da SNCF atende a cidade de hora em hora a partir da Gare du Nord em Paris.
Um aspecto interessante da cidade é a paixão por cavalos. A cidade é considerada a Capital do Cavalo na França "Capitale du cheval". Ainda hoje, nas proximidades do Castelo de Chantilly, há um imenso hipódromo para a prática do esporte.
- A floresta
- O Castelo de Chantilly
- O hipódromo

e também vários parques onde se pode dar longos passeios